# چیانگ شنجی
چیانگ شنجی (袁德久؛ زادهٔ ۱۱ نوامبر ۱۹۹۰) دونده زن پیاده‌روی سرعت اهل چین است.
وی در مسابقات کشوری و بین‌المللی در مجموع برندهٔ ۱ مدال نقره، ۱ مدال برنز شده‌است.